# Frank Fitzgerald

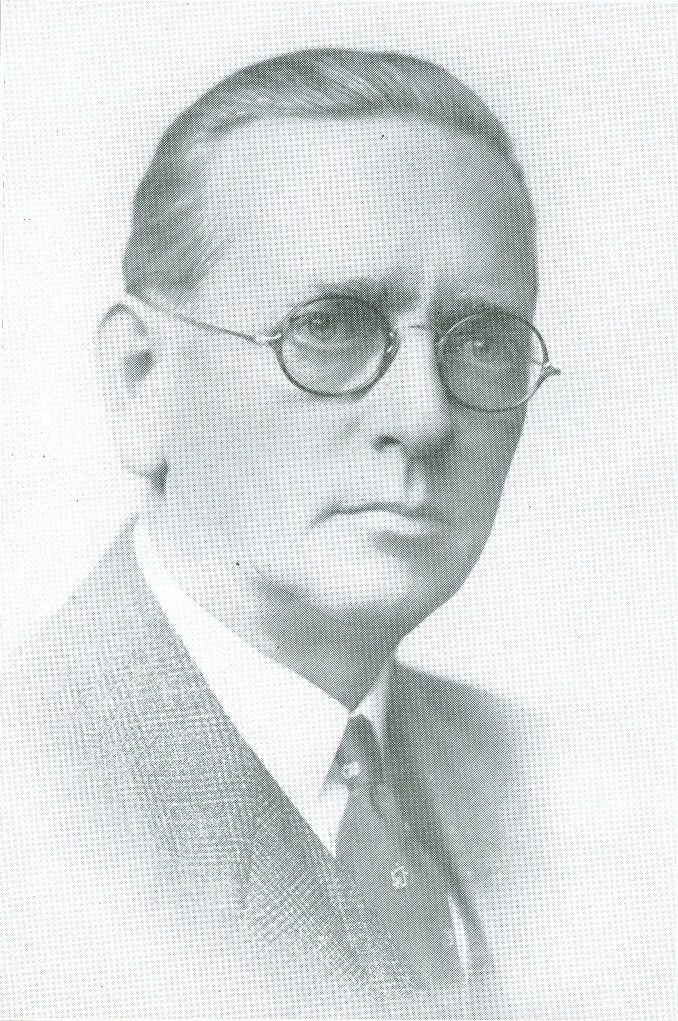
Frank Fitzgerald.

Frank Dwight Fitzgerald, född 27 januari 1885 i Grand Ledge, Michigan, död 16 mars 1939 i Grand Ledge, Michigan, var en amerikansk republikansk politiker. Han var guvernör i delstaten Michigan 1935–1937 och på nytt från 1 januari 1939 fram till sin död.
Fitzgerald, som studerade vid Ferris Institute (numera Ferris State University), gifte sig 1909 med Queena M. Warner och paret fick ett barn.
Fitzgerald deltog i republikanernas konvent inför 1924 och 1932 års presidentval samt tjänstgjorde som delstatens statssekreterare (Michigan Secretary of State) 1931–1934. Han efterträdde 1 januari 1935 William Comstock som guvernör och efterträddes två år senare av Frank Murphy. Fitzgerald tillträdde 1939 på nytt som guvernör men avled senare samma år i ämbetet.
Kongregationalisten och frimuraren Fitzgerald gravsattes på Oakwood Cemetery i Grand Ledge.